# Claopodium rostratum
Claopodium rostratum là một loài Rêu trong họ Thuidiaceae. Loài này được (Hedw.) Ignatov mô tả khoa học đầu tiên năm 2006.